# Moteur de recherche personnalisé Google
Le moteur de recherche personnalisé Google (en anglais, Google Custom Search) est un service de Google, lancé en 2006, qui permet au développeur d'un site web d'ajouter un moteur de recherche sur son site pour aider les internautes à effectuer des recherches à partir de son site.
Le moteur de recherche peut être paramétré par le développeur pour faire des recherches uniquement sur son site, sur un ensemble de sites ou sur l'intégralité du web. Il est aussi possible de donner la priorité aux recherches effectuées dans des sections particulières des sites ou de restreindre les recherches. 
Le service existe en deux versions :
- une version gratuite;
- une version payante (100 dollars américains par année) qui permet d'avoir accès à des fonctions supplémentaires et qui permet de supprimer les annonces ou la marque Google.

En utilisant le moteur de recherche en conjonction avec Adsense, le propriétaire du site peut générer des revenus en permettant à Google d'afficher des annonces sur son site.